# El secreto de Toño Palomino
El Secreto de Toño Palomino es una telenovela ecuatoriana de comedia dramática que se emitió en Ecuavisa durante el año 2008, producida por Paco Cuesta y dirigida por Marcos Espín, Nisty Grau y Luis Aguirre. Es una adaptación de la telenovela argentina Los secretos de papá, original de Adrián Suar. 
Protagonizada por Martín Calle y Carolina Jaume, con las participaciones antagónicas de Diego Spotorno, Cecilia Cascante, Paloma Yerovi, Frank Bonilla y Carla Caicedo. Cuenta además con la actuaciones estelares de Paul Martin, Verónica Pinzón, Héctor Garzón, Claudia Gómez, Marcelo Gálvez y Tomás Delgado.

## Trama
Toño Palomino (Martín Calle) un actor desocupado y sin suerte debe trabajar en un programa de TV que se encarga de hacer cámaras ocultas para revelar casos oscuros. Una de sus misiones será poner al descubierto a una panadería de gran renombre en el país, y para ello deberá hacerse pasar por gay. La idea, descubrir un caso de discriminación en la empresa.
Allí Toño conocerá a Angélica (Carolina Jaume) la nuera del dueño, Pablo Izurieta (Paul Martin), y esposa de Paul (Diego Spotorno). Su matrimonio no marcha bien y convierte a Toño en su confidente.
Pero los secretos no son sólo los que él esconde, también son los que le esconden a él. Como los de Camila (Verónica Pinzón), su hija producto de una relación furtiva, y cuya existencia Toño desconoce. Provista de la audacia adolescente, sin saberlo su madre, Camila sale en búsqueda de su desconocido padre. Al encontrarse, padre e hija, pasan a convivir en un pequeño departamento dentro de una pequeña residencia que Toño comparte con su madre Chelita (Malisa Macías) y su hermano Luis (Giovanny Dávila). Fernanda (Mercedes Barragán), la madre de Camila, se opone y por lo tanto a Toño le resulta esencial mantener su estabilidad laboral para demostrar solvencia económica. Esta inesperada circunstancia frustra el plan original de dejar la panadería una vez cumplida su misión televisiva. El mayor problema es que Camila no sabe que en horario de trabajo su padre es gay.
Cuando Toño le cuenta la verdad a Angélica y al fin parecen tener la oportunidad de estar juntos, se suma la presencia de Carla (Cecilia Cascante), la sobrina de Pablo, quien separará a la pareja una vez más.

## Reparto
- Martín Calle - Antonio "Toño" Palomino Martínez
- Carolina Jaume - Angélica Jiménez Abarca de Izurieta
- Diego Spotorno - Paul Izurieta
- Paul Martin - Pablo Izurieta
- Verónica Pinzón - Camila Zunino / Camila Palomino Zunino
- Cecilia Cascante - Carla Izurieta
- Marcelo Gálvez - Galo Contreras
- Claudia Gómez - Eloisa de Contreras
- Héctor Garzón - Mario Camacho
- Mélida Villavicencio - Blanca Contreras "Blanquita"
- Darío León - Trompita
- Paloma Yerovi - Mariana Suárez
- Giovanny Dávila - Luis Palomino Martínez
- Monserrath Astudillo - Vilma Cordero
- Tomás Delgado - Pedro Armendáriz
- Dora West - Pamela
- Ricardo González - José
- Mercedes Barragán - Fernanda Zunino
- Malisa Macías - Graciela Martínez vda. de Palomino "Doña Chelita"
- Frank Bonilla - Julio Fernández
- Mercedes Payne - Rosa "Rosita" Escudero
- Efraín Ruales - Juan Sigifredo Pérez
- Fabián Tapia - Marcos
- Víctor Aráuz - Tito Izurieta
- Juan José Jaramillo - Hernán Contreras
- Deneb Morales Grau - Malena Jiménez Abarca
- Nahuel Campos - "Conchito" Contreras
- Blanca Rojas - Luli
- Carla Caicedo - Ginger
- Luis Fernando García - Alejo
- Frances Swett - Gaby
- Javier Aguirre - Tomás
- Luis Aguirre - Zambrano
- Claudia Camposano - Alicia Ortega
- Andrés Garzón - Arnulfo
- Katty García - Jessica
- Mao House - El hipnotista
- Silvana Ibarra - Susana
- Diana Sedwick - Tania
- Aurelio Heredia - Jerónimo
- María José Caicedo - La enfermera Matilde
- Jonathan Fabara - Julián "Goma"
- Azucena Mora - La mamá de Mario
- Miriam Murillo - Ágatha
- Carmen Angulo - la mamá de Ginger
- Jefferson Soares - Rocco
- Jair Alache - Luis
- Hilda Saraguayo
- Maribel Solines

### Invitados especiales
- Sergio Sacoto como él mismo.
- Marián Sabaté como Marián.
- Úrsula Strenge como ella misma.
- Mayra Montaño como ella misma.
- Gustavo Herrera como él mismo.
- María Teresa Guerrero como ella misma.
- Moisés Candelario como él mismo.
- Daniel Betancourth como él mismo.
- Jasú Montero como ella misma.
- Armando Paredes como él mismo.
- La Vivi Parra como ella misma.
- Andrea Bucaram como ella misma.
- Jonathan Luna como él mismo.
- Silvia Ponce como ella misma.
- Marcos Hidalgo como él mismo.
- Roberto Bolaño como él mismo.
- Mirella Cesa como ella misma.
- Danilo Vitanis como él mismo.
- Daniel Flores como él mismo.
- Los Errantes como ellos mismos.
- Emilio Pinargote como él mismo.
- Fausto Miño como él mismo.
- Darwin como él mismo.
- Hugo Henríquez como él mismo.

## Curiosidades
Para las escenas en las que tiene que cantar el personaje de Angélica (Carolina Jaume), se usó una voz en off. Los temas que se escuchaban durante la telenovela eran interpretados por Maureen Garcerant.

## Emisión internacional
Ecuavisa Internacional
 Frecuencia Latina
 TVO (Panamá)
 Canal I

## Spin-off
En 2009, Ecuavisa realizó una serie cómica llamada La Panadería, la cual contó con la mayoría del elenco de la telenovela como Martín Calle, Carolina Jaume, Claudia Camposano, Mercedes Payne, Ricardo González, Giovanny Dávila, Efraín Ruales, Héctor Garzón, Darío León y Marcelo Gálvez. A este elenco se sumaron Richard Barker y Paola Farías.
Esta serie no fue una continuación de la telenovela, consistió en una serie de sketches en los cuales se mezclan diferentes géneros del humor, como la imitación, la parodia y la crítica a situaciones políticas y sociales nacionales e internacionales.
La serie contó con una segunda temporada en 2011 a la cual se sumaron actores como Jonathan Estrada, Fernando Villao, Stalin Ávila y Paulina Muirragui.
Algunos de los sketches que emitió el programa fueron:
- Los Viejó
- Los anticomerciales
- Radio Bemba
- Chauvimplas
- Mi perol pesadilla
- Los cantores
- El hijo de Pueta
- La Pachacorte
- Obamanía
- Las misses
- Las tecnocumbieras
- Llavecita
- Únetele a Maritza Mora
- Las vecinas
- Los pompayasos
- Pan deporte
- Los Pitufosh
- Los reclutas
- El libro gordo de Pitete
- El pobre Hijo de Pueta, entre otros

## Premios y nominaciones

### Premios ITV
| Año  | Categoría                | Nominados                   | Resultados |
| ---- | ------------------------ | --------------------------- | ---------- |
| 2008 | Mejor programa dramático | El secreto de Toño Palomiño | Ganador    |
| 2008 | Mejor actriz dramática   | Carolina Jaume              | Ganadora   |
| 2008 | Mejor actor dramático    | Martín Calle                | Nominado   |
| 2009 | Mejor programa dramático | El secreto de Toño Palomiño | Nominado   |